# El pañuelo del mago
El pañuelo del mago es una novela del escritor uruguayo Fernando Villalba, publicado en 2010 por la editorial Random House Mondadori, reeditado en 2013 por la editorial De Bolsillo. La obra pasa en la década de 1930 y narra la historia de Victorino Duarte, habitante de un conventillo sin perspectivas en la vida, que asiste a una performance callejera de Carlos Gardel y, en la ocasión, recibe el pañuel que el artista llevaba en el bolsillo. El objeto pasa a ser un amuleto para Victorino. A partir de ahí, la vida del protagonista toma otros rumbos más prometedores. 
La novela fue finalista del Prémio Planeta España 2008 bajo el título “Victorino: El Vuelo de um Mago”  y aborda íconos de la identidad uruguaya como la construcción del Estadio Centenario, la Copa del Mundo de 1930 y el pasaje del Graf Zeppelin sobre Montevideo. También trata hechos del escenario mundial de la época, como la guerra civil española, la construcción del Cristo Redentor en Río de Janeiro, la depresión del 29, la crisis de Alemania, etc.
1. ↑  Uruguayo finalista del Premio Planeta.
2. ↑  Una novela familiar que es un puzle de sensaciones. 30 de setembro de 2018. Consultado em 27 de novembro de 2018.
3. ↑  Uruguayo finalista del Premio Planeta. 15 de outubro de 2008. Consultado em 27 de novembro de 2018.

- Datos: Q59913599